# Ines Lutz
Ines Arabella Lutz (ur. 15 czerwca 1983 w Monachium) – niemiecka aktorka.

## Życiorys
Urodziła się i dorastała w Monachium, tam też nabyła pierwszego doświadczenia teatralnego. W wielu 17 lat rozpoczęła naukę w St Claire’s College w Oksfordzie. W mieście tym brała pierwsze lekcje aktorstwa i wzięła udział w warsztatach Acting Workshop. Studiowała prawo na Uniwersytecie Ludwika i Maksymiliana w Monachium. Od 2006 do 2009 studiowała aktorstwo w Folkwang Universität der Künste w Essen.
Debiutowała na ekranie w roli Maggie w dramacie kryminalnym Rave Macbeth (2001) u boku Michaela Rosenbauma. W latach 2001–2005 i w 2009 występowała w roli Franziski Brenner w telenoweli Lindenstraße (2005). Od września 2011 do września 2012 grała postać Theresy Burger w serialu ARD Burza uczuć. W 2013 przyjęła rolę Anny Meierling w serialu Górski lekarz (Der Bergdoktor).

## Filmografia
- 2001: Rave Mcbeth jako Maggie
- 2001–2005, 2009: Lindenstraße jako Franziska Brenner
- 2002: St. Angela
- 2002–2005: Mein Leben & Ich jako Angie
- 2011: Der Landarzt jako dr Sophia Maibach
- 2011–2012: Burza uczuć (Sturm der Liebe) jako Theresa Burger
- 2012: SOKO München jako Constanze Thiel
- 2013-: Górski lekarz (Der Bergdoktor) jako Anne Meierling
- 2014: Herzensbrecher jako Urte Binder
- 2015: SOKO München jako Tanja Schuster
- 2016: SOKO Leipzig jako Bea Lenz
- 2017: Górscy ratownicy (Die Bergwacht) jako Sonja
- 2017: WaPo Bodensee jako Anne Ferch